# 卡布赖
卡布赖（Kabrai），是印度北方邦Mahoba县的一个城镇。总人口21255（2001年）。

## 人口
该地2001年总人口21255人，其中男性11485人，女性9770人；0—6岁人口3986人，其中男2116人，女1870人；识字率47.75%，其中男性为59.04%，女性为34.48%。